# Zeuxidia victrix
Zeuxidia victrix är en fjärilsart som beskrevs av Otto Staudinger 1889. Zeuxidia victrix ingår i släktet Zeuxidia och familjen praktfjärilar. Inga underarter finns listade i Catalogue of Life.